# Aeroportul Wajir
Aeroportul Wajir (IATA: WJR, ICAO: HKWJ) este un aeroport din Kaunti ya Wajir⁠(d), Kenya ce deservește zona Wajir. A fost numit după zona deservită.
Situat la o altitudine de 235 m, aeroportul dispune de o singură pistă.